# Immeuble serpentin
L'immeuble serpentin (finnois : Käärmetalo) est un immeuble long et sinueux  d'appartements construit dans le quartier Käpylä à  Helsinki en Finlande.

## Présentation
L'édifice est conçu par l'architecte Yrjö Lindegren et sa construction s'achève en 1951. 
Il est composé de deux bâtiments d'habitation et un de service.
Les bâtiments résidentiels comptent en tout 189 appartements. 
À l'origine, le bâtiment de service comportait une blanchisserie, un sauna, un jardin d'enfants et un centre de chauffage, mais l'utilisation des installations a été modifiée.
Cependant, la crèche Käpylinna continue de fonctionner dans le bâtiment.

## Architecture
L'ensemble, construit en brique enduite traditionnelle, a une forme de serpent qui suit la topographie de la zone tout en créant de petites cours pour ses habitants.
La maison serpentine, représentante du modernisme d'après-guerre, est exceptionnelle car son architecture lamelliforme à la ligne épurée est associée à une "expression riche et délicate".
Même si le bâtiment est sinueux, les pièces à vivre sont rectangulaires: seules les pièces auxiliaires et les escaliers ont une forme irrégulière.
Dans son plan d'urbanisme de 2014, la ville d'Helsinki a protégé le bâtiment. 
Par la suite, le bâtiment a subi une rénovation majeure et coûteuse, prennant en compte les règles de conservation détaillées du plan d'urbanisme.
La rénovation du bâtiment, conçue par l'architecte Mona Schalin, a remporté le prix  Finlandia d'architecture (fi) en 2019.
La maison serpentine figure sur la liste des sites architecturaux remarquables de l'organisation internationale Docomomo.
En outre, la direction des musées de Finlande l'a classée parmi les sites culturels construits d'intérêt national en Finlande (RKY).

## Galerie

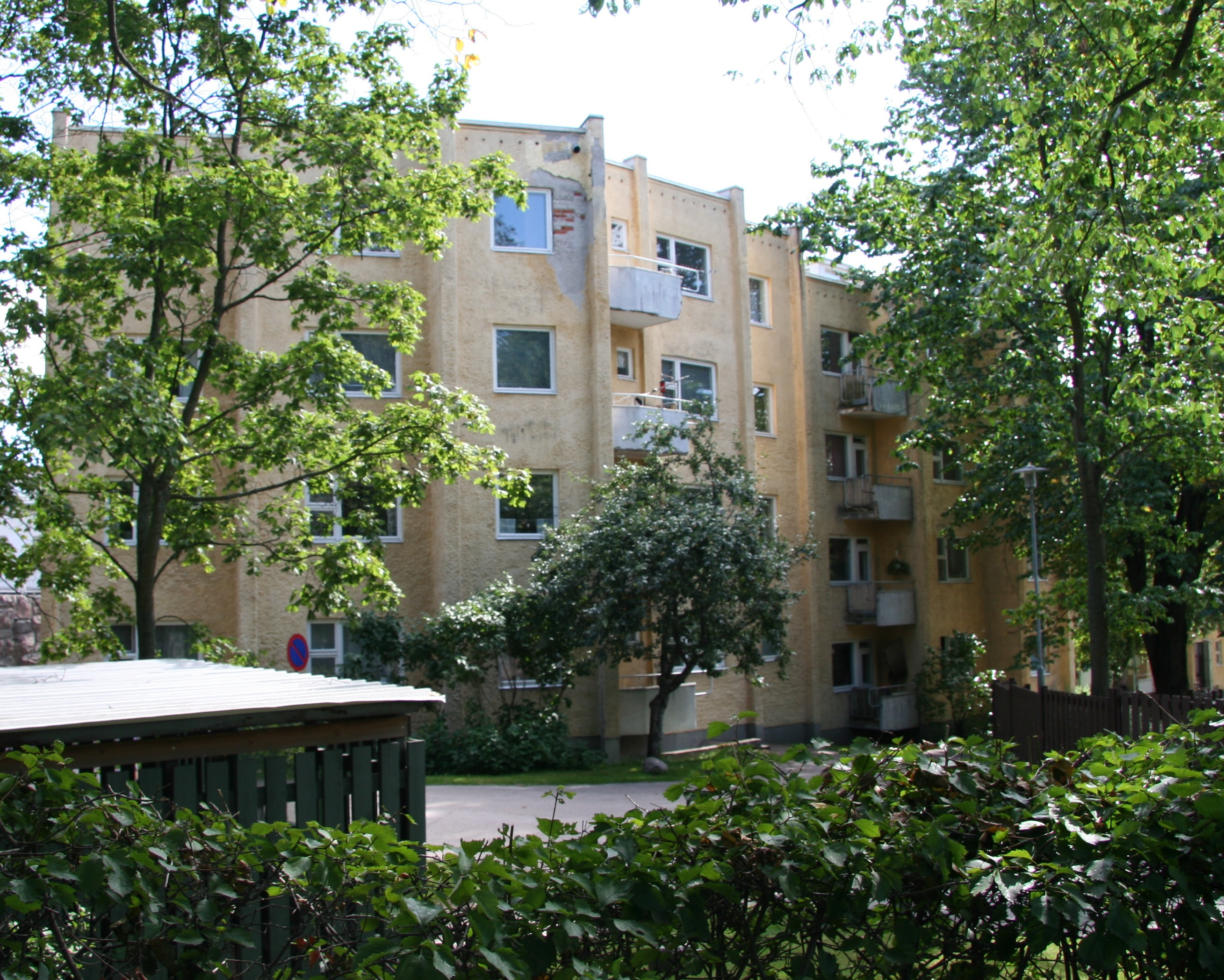
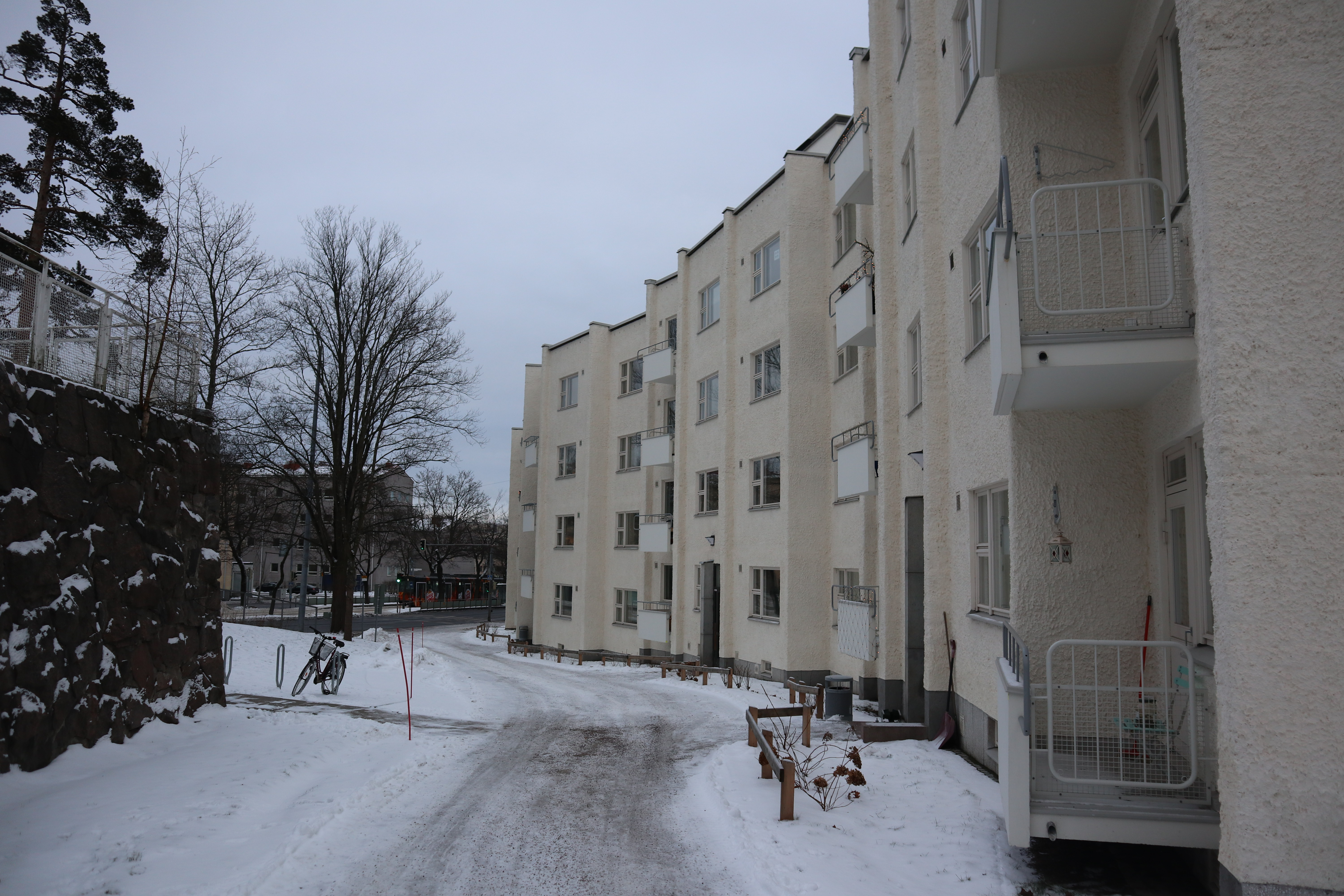